# Park Bridge
Die Park Bridge ist eine Straßenbrücke nahe der schottischen Ortschaft Drumoak in der Council Area Aberdeenshire. 1971 wurde die Brücke in die schottischen Denkmallisten in der höchsten Denkmalkategorie A aufgenommen. Eine ehemalige zusätzliche Einstufung als Scheduled Monument wurde 1996 aufgehoben. Am linken Ufer befindet sich ein altes Mauthaus, das als Kategorie-C-Bauwerk geschützt ist.

## Geschichte
Die Deeside Railway Company ließ die Straßenbrücke im Jahre 1854 errichten. Ziel war es, Reisenden vom rechten Dee-Ufer eine Querung zu ihren Bahnhöfen zu ermöglichen. Für die Konstruktionsplanung zeichnet der schottische Ingenieur John Willet verantwortlich. Die gusseisernen Brückenelemente wurden in der Gießerei James Aberneth & Co. in Aberdeen gegossen. Noch bis 1962 war für die Nutzung eine Maut zu entrichten.

## Beschreibung
Der Viadukt überspannt den Dee mit zwei flachen Segmentbögen. Die gleichförmigen Bögen weisen Spanne von rund 37 Metern auf. Sie wurden in vier Segmenten gegossen und vor Ort mit Bolzen verbunden. Die Zwickel der Bögen füllen gusseiserne Arkaden, welche das hölzerne Brückendeck tragen. Pfeiler und Widerlager sind aus Granitquadern gemauert. Um den heutigen Anforderungen zu genügen, wurden nachträglich Geländer installiert. Die Park Bridge führt eine untergeordnete Straße von geringer infrastruktureller Bedeutung über den Dee.

## Mauthaus
Das ehemalige Mauthaus steht an der Nordseite der Brücke am linken Dee-Ufer. Wie auch die Brücke, wurde es im Jahre 1854 errichtet. Das schlichte einstöckige Gebäude ist mit zwei Fenstern und einer Türe an der südexponierten Hauptfassade ausgeführt.